# Eric Wunderlich (Schwimmer)
Eric Allen Wunderlich (* 22. Mai 1970 im Bundesstaat Georgia) ist ein ehemaliger Schwimmer aus den Vereinigten Staaten. Bei Weltmeisterschaften auf der 50-Meter-Bahn erhielt er zwei Goldmedaillen und eine Silbermedaille, bei Weltmeisterschaften auf der 25-Meter-Bahn erschwamm er eine Bronzemedaille.

## Karriere
Henderson besuchte die University of Michigan und gewann 1993 einen Meistertitel der National Collegiate Athletic Association im 200-Yards-Brustschwimmen.
Bei den Schwimmweltmeisterschaften 1991 in Perth belegte Wunderlich den fünften Platz über 100 Meter Brust. Die Lagenstaffel der Vereinigten Staaten mit Jeff Rouse, Eric Wunderlich, Mark Henderson und Matt Biondi gewann den Titel mit 0,75 Sekunden Vorsprung vor der Staffel aus der Sowjetunion. Bei den Pan Pacific Swimming Championships 1991 wurde Wunderlich Sechster über 100 Meter Brust und Dritter über 200 Meter Brust.
Zwei Jahre später wurde Wunderlich bei den Pan Pacific Swimming Championships 1993 erneut Sechster über 100 Meter Brust und gewann zum zweiten Mal Bronze über 200 Meter Brust. Ende 1993 fanden in Palma de Mallorca die ersten Kurzbahnweltmeisterschaften statt. Wunderlich wurde Fünfter über 100 Meter Brust und Dritter über 200 Meter Brust. 1994 bei den Weltmeisterschaften in Rom belegte Wunderlich den sechsten Platz über 100 Meter Brust. Die Lagenstaffel mit Jeff Rouse, Eric Wunderlich, Mark Henderson und Gary Hall junior siegte vor der russischen Staffel und den Ungarn. Über 200 Meter Brust gewann der Ungar Norbert Rózsa mit sechs Hundertstelsekunden Vorsprung vor Wunderlich, der seinerseits über eine Sekunde vor dem Gewinner der Bronzemedaille anschlug, dem Ungarn Károly Güttler. Im August 1995 bei den Pan Pacific Swimming Championships in Atlanta gewann Wunderlich zwei Einzelmedaillen. Er siegte über 100 Meter Brust und wurde über 200 Meter Brust Zweiter hinter dem Japaner Akira Hayashi. Die Lagenstaffel mit Jeff Rouse, Eric Wunderlich, Mark Henderson und Gary Hall junior siegte mit über zweieinhalb Sekunden Vorsprung vor den Australiern. 1996 nahm Wunderlich an den Olympischen Spielen in Atlanta teil, startete dort aber nur über 200 Meter Brust. Er belegte den siebten Platz und war damit vor dem achtplatzierten Kurt Grote bester Schwimmer aus den Vereinigten Staaten.
Wunderlich arbeitete nach seiner Schwimmkarriere in der Fitnessbranche mit mehreren CrossFit-Studios im Bundesstaat Ohio.